# Светловское сельское поселение (Челябинская область)
Светловское се́льское поселе́ние — муниципальное образование в Чесменском районе Челябинской области Российской Федерации. В рамках административно-территориального устройства муниципальное образование  соответствует административно-территориальной единице Светловский сельсовет.
Административный центр — село Светлое.

## История
Статус и границы сельского поселения установлены Законом Челябинской области от 12 ноября 2004 года № 289-ЗО «О статусе и границах Чесменского муниципального района и сельских поселений в его составе»

## Население
| 2002  | 2010  | 2011  | 2012  | 2013  | 2014  | 2015  |
| ----- | ----- | ----- | ----- | ----- | ----- | ----- |
| 2102  | ↘1919 | ↘1916 | ↘1886 | ↘1865 | ↘1841 | ↘1815 |
| 2016  | 2017  | 2018  | 2019  | 2020  | 2021  |       |
| ↘1797 | ↘1750 | ↘1719 | ↘1686 | ↘1642 | ↘1346 |       |

## Состав сельского поселения
| № | Населённый пункт | Тип населённого пункта       | Население |
| - | ---------------- | ---------------------------- | --------- |
| 1 | Баландино        | деревня                      | ↘103      |
| 2 | Московский       | посёлок                      | ↘93       |
| 3 | Светлое          | село, административный центр | ↗1655     |
| 4 | Тогузак          | посёлок                      | ↘68       |